# 甘節
甘節（1399年—1444年），字尚忠，號抑斋，江西南昌府豐城縣人，軍籍。明朝政治人物。進士出身。

## 生平
江西鄉試第三十三名。正統七年（1442年）壬戌科會試第一百三十三名，殿試登進士第三甲第九十三名。考选翰林院庶吉士，同年丁父忧归乡。守墓三载，过哀成疾，正统九年甲子九月初七日酉时卒，享年四十六。

## 家族
曾祖父甘仲謙。祖父甘懷德。父亲甘叔彰。妻子劉氏，生三子，长子甘華（1422年—1486年），字而實，以書經中江西癸酉鄉試，授山東冠縣知縣，有能聲，尋陞濟寧州知州，兩受旌異，致仕歸。